# تن‌فروشی در هند

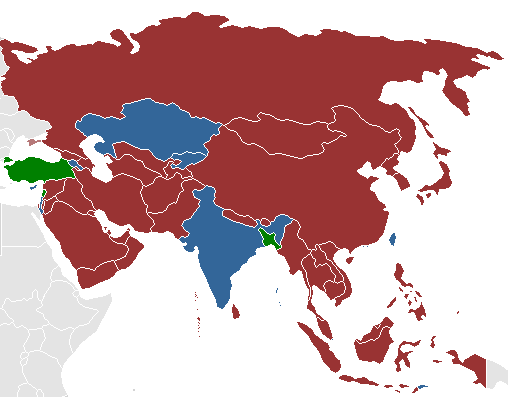
مکان‌هایی که تن‌فروشی در آن‌ها قانونی است به رنگ سبز، و آبی (با محدودیت خرید و فروش و ایجاد روسپی‌خانه) در آسیا.

تن‌فروشی در هند (انگلیسی: Prostitution in India) (تبادل خدمات جنسی در ازای دریافت پول) قانونی است. اما برخی فعالیت‌های مرتبط، از جمله درخواست کردن در یک مکان عمومی، داشتن و مدیریت روسپی‌خانه، فحشا در هتل و قوادی جرم هستند. روسپی‌گری، قانونی است اگر در محل خصوصی او یا دیگری انجام شود.